# جيسيكا إدي
جيسيكا إدي (بالإنجليزية: Jessica Eddie)‏ هي مجدفة بريطانية، ولدت في 7 أكتوبر 1984 في درم في المملكة المتحدة.

## وصلات خارجية
- جيسيكا إدي على موقع الاتحاد الدولي للتجديف (الإنجليزية)
- جيسيكا إدي على موقع اللجنة الأولمبية الدولية (الإنجليزية)
- جيسيكا إدي على موقع أوليمبيديا (الإنجليزية)
- جيسيكا إدي على موقع اللجنة الأولمبية البريطانية (الإنجليزية)